# Гавриловка (Александровський район)
Гаври́ловка (рос. Гавриловка) — село у складі Александровського району Оренбурзької області, Росія.

## Населення
Населення — 69 осіб (2010; 144 у 2002).
Національний склад (станом на 2002 рік):
- росіяни — 98 %